# Shruti Rajya Laxmi Devi Shah

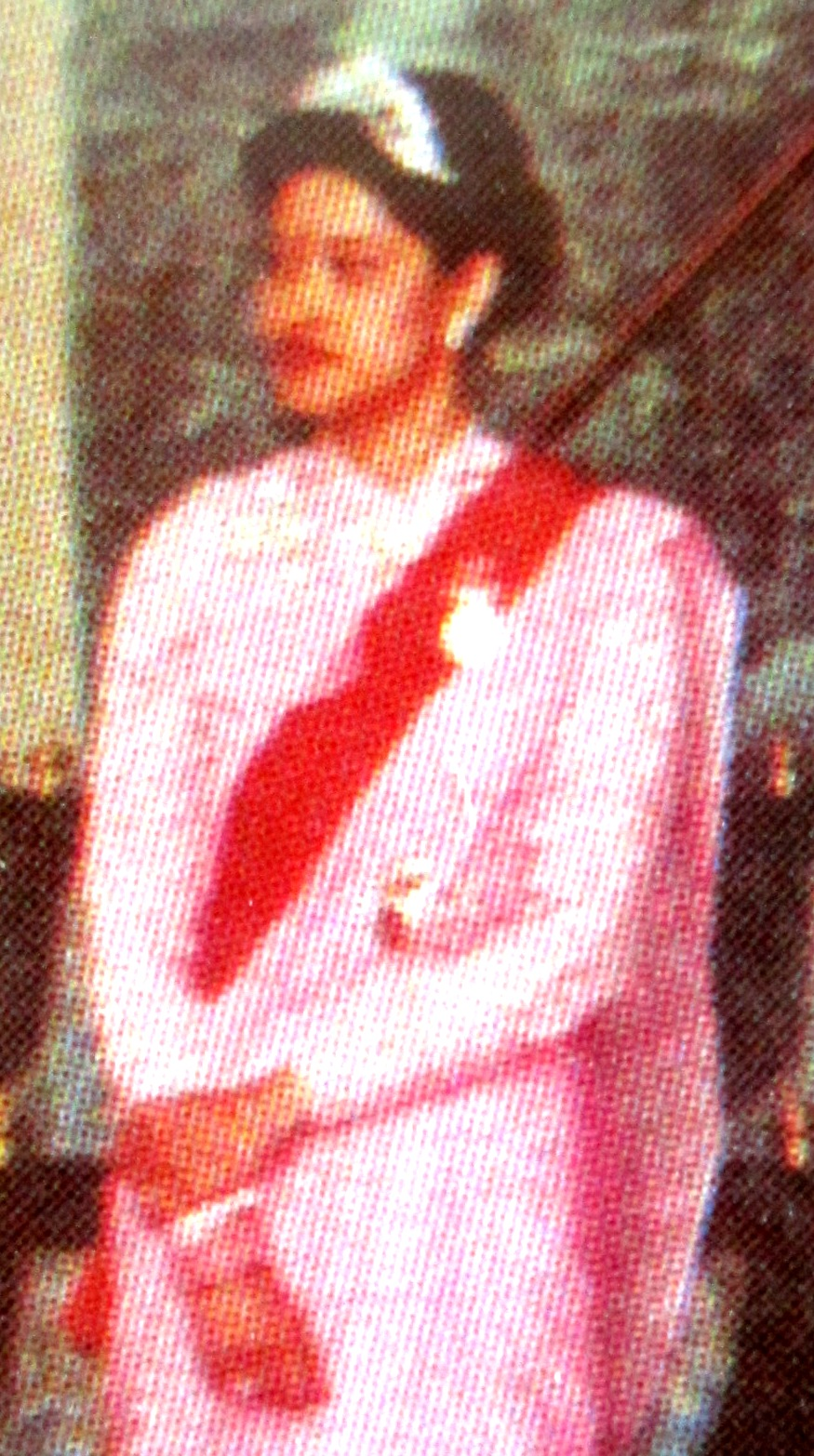
Shruti Rajya Laxmi Devi Shah

Shruti Rajya Laxmi Devi Shah (श्रुती राज्यलक्ष्मी देवी शाह) (* 15. Oktober 1976; † 1. Juni 2001 in Kathmandu) war eine Prinzessin des nepalesischen Königshauses.

## Leben
Prinzessin Shruti war die einzige Tochter und das zweitälteste Kind von König Birendra und Königin Aishwarya.
Sie besuchte die Kanti Ishwari Sishu Vidhyalaya-Schule in Tripureswar, Nepal und ebenfalls die St Mary’s School in Kathmandu, Nepal, und später die Mayo College Girls School in Ajmer, Indien. Sie machte ihren Bachelor am Padma Kanya Campus in Kathmandu.
1996 erhielt sie das Großkreuz des Bundesverdienstkreuzes verliehen.
Sie wurde am 7. Mai 1997 in Kathmandu mit Kumar Gorakh Shamsher Jang Bahadur Rana verheiratet. Aus der Ehe gingen zwei Töchter hervor.
Im Jahr 2001 wurden Prinzessin Shruti, ihre Eltern und ihr jüngerer Bruder Nirajan sowie weitere Angehörige der königlichen Familie in einem Massaker getötet. Die Tat soll von ihrem älteren Bruder Dipendra, begangen worden sein. Diese Version des Tatherganges wird jedoch von vielen Bürgern in Nepal bezweifelt.
Die Asche von Prinzessin Shruti wurde im Bagmati verstreut.